# Sistema Interligado Nacional
O Sistema Interligado Nacional (SIN) é o sistema brasileiro de coordenação e controle da produção e transmissão de energia elétrica, formado pelas empresas das regiões Sul, Sudeste, Centro-Oeste, Nordeste e parte da região Norte. Trata-se de um sistema hidrotérmico de grande porte, com predominância de usinas hidrelétricas e múltiplos proprietários, tanto estatais quanto privados. Foi criado em 1998, por meio da Resolução nº 351/1998 do Ministério de Minas e Energia, em conformidade com a Lei nº 9.648/1998 e o Decreto nº 2.655/1998. O SIN é operado pelo Operador Nacional do Sistema Elétrico (ONS), que tem como funções garantir o equilíbrio entre oferta e demanda, otimizar o uso dos recursos energéticos e assegurar a confiabilidade do suprimento. 
Apenas cerca de 1,7% da capacidade de geração elétrica do Brasil está fora do SIN, em pequenos sistemas isolados, localizados principalmente na região amazônica.

## Matriz elétrica e malha de produção
O Brasil conta com uma matriz elétrica diversificada, composta principalmente por:
- Hidrelétricas: responsáveis pela maior parte da geração, aproveitando o potencial hídrico do país.
- Eólicas: concentradas no Nordeste e Sul, aproveitando regimes de ventos constantes.
- Solares: distribuídas por várias regiões, com destaque para o Nordeste e Centro-Oeste.
- Termelétricas: movidas a gás natural, óleo combustível, carvão mineral ou biomassa, usadas principalmente como complemento.

Essa diversidade garante complementaridade entre fontes:
- Em períodos de seca, quando a geração hídrica é reduzida, térmicas, eólicas e solares podem suprir a demanda.[9]
- Quando há pouco vento ou durante a noite, a geração hídrica e térmica assume maior peso.[10]
- Em épocas de ventos fortes e cheias, a produção renovável pode reduzir o uso de térmicas, economizando combustível e diminuindo custos.[11]

O ONS coordena o despacho de energia de forma a aproveitar ao máximo essas complementaridades, o que ajuda a evitar apagões e manter o fornecimento estável. Em crises severas, o sistema pode acionar termelétricas e importar energia de países vizinhos, como Argentina e Uruguai. 

## Estrutura e interligação
O SIN é formado por quatro grandes subsistemas interligados, mais sistemas isolados:
- Sudeste/Centro-Oeste (SE/CO) – cobre as regiões Sudeste e Centro-Oeste, além de Rondônia e Acre.
- Sul (S) – abrange toda a região Sul.
- Nordeste (NE) – cobre o Nordeste, exceto o Maranhão.
- Norte (N) – inclui Amapá, Amazonas, Maranhão, Pará e Tocantins.
- Sistemas isolados – pequenas redes autônomas, principalmente na região Norte.

A interligação entre os subsistemas é feita por linhas de transmissão de alta tensão, permitindo trocas de energia para equilibrar a oferta entre diferentes regiões e épocas do ano, aproveitando a sazonalidade dos rios e transferindo excedentes de energia elétrica durante o período das cheias em cada região.

## Caso do Amazonas e de Boa Vista
O estado do Amazonas esteve historicamente fora do SIN, mas desde 2013 a capital Manaus e parte da região metropolitana estão conectadas ao sistema por uma única linha de transmissão principal, no âmbito do projeto Interligação Tucuruí–Macapá–Manaus. Essa linha, em alta tensão e corrente contínua (HVDC), parte da hidrelétrica de Tucuruí (PA), passa pelo Amapá e chega ao Amazonas, permitindo que Manaus receba energia gerada principalmente por hidrelétricas da região Norte. Antes dessa interligação, Manaus dependia quase exclusivamente de usinas termelétricas a óleo diesel e gás natural.
Apesar da ligação, a capital amazonense permanece vulnerável: a dependência de uma única interligação significa que eventuais falhas podem isolar temporariamente a cidade, exigindo o acionamento de geração térmica local.  No interior do estado, a maioria dos municípios ainda opera com geração própria, sem ligação ao sistema interligado.
Já Boa Vista, capital de Roraima, é a única capital brasileira que ainda não está conectada ao SIN. A cidade depende de geração térmica local e, até 2019, complementava o suprimento com energia importada da Venezuela. Hoje, seu abastecimento é garantido principalmente por usinas termelétricas movidas a óleo diesel e gás natural, o que encarece e torna mais poluente a matriz energética local.
Além dessas capitais, existem cerca de 212 localidades que não estão ligadas ao SIN, desde pequenas comunidades indígenas até cidades de médio porte. A maioria fica na Amazônia, mas há sistemas isolados também no Mato Grosso e em Fernando de Noronha (PE).